# 1658 w literaturze
Wydarzenia literackie w 1658 roku.

## Zmarli
- John Cleveland, poeta angielski